# Isocladus laevis
Isocladus laevis är en kräftdjursart som först beskrevs av William Aitcheson Haswell 1881.  Isocladus laevis ingår i släktet Isocladus och familjen klotkräftor. Inga underarter finns listade i Catalogue of Life.